# Telstar (utwór instrumentalny)
Telstar – utwór instrumentalny z 1962 roku nagrany przez brytyjski zespół The Tornados, który został wydany na singlu.
W grudniu 1962 roku utwór „Telstar” osiągnął 1. miejsce na amerykańskiej liście przebojów branżowego czasopisma „Billboard” Hot 100. Dzięki temu The Tornados stali się pierwszym zespołem z Wielkiej Brytanii, którego nagranie dotarło na szczyt głównego amerykańskiego zestawienia.
Utwór powstał dla uczczenia startu pierwszego aktywnego satelity telekomunikacyjnego Telstar 1, który znalazł się na orbicie 10 lipca 1962 roku. Autorem i producentem był Joe Meek. Został wykonany na claviolinie – instrumencie klawiszowym o charakterystycznym elektronicznym brzmieniu. Nagranie powstało w studio Meeka w małym mieszkaniu nad sklepem przy Holloway Road, w północnej części Londynu. „Telstar” został sprzedany w liczbie co najmniej 5 milionów egzemplarzy na całym świecie.

## Listy przebojów
| Kraj   | Lista                          | Pozycja | Źr.    |
| ------ | ------------------------------ | ------- | ------ |
| BE-VLG | Ultratop 50 Singles (Flandria) | 1       | [ 5 ]  |
| NL     | Single Top 100                 | 3       | [ 6 ]  |
| IE     | Top 100 Singles                | 1       | [ 7 ]  |
| DE     | Single Top 100                 | 6       | [ 8 ]  |
| NO     | VG-lista                       | 3       | [ 9 ]  |
| GB     | Official Singles Chart Top 100 | 1       | [ 10 ] |
| US     | Hot 100                        | 1       | [ 11 ] |